# Hypsicera msana
Hypsicera msana är en stekelart som beskrevs av Ian D. Gauld och Sithole 2002. Hypsicera msana ingår i släktet Hypsicera och familjen brokparasitsteklar. Inga underarter finns listade i Catalogue of Life.